# Château des Étangs (Sarthe)
Pour les articles homonymes, voir Château des Étangs.
Le château des Étangs est un château construit à partir du XVIIe siècle sur la commune de Saint-Vincent-du-Lorouër dans le département de la Sarthe. Il est en partie inscrit au titre des monuments historiques.

## Protections
Le château fait l'objet d'une inscription aux monuments historiques depuis le 3 octobre 1988.